# 6497 Yamasaki
6497 Yamasaki eller 1992 UR3 är en asteroid i huvudbältet som upptäcktes den 27 oktober 1992 av den japanska astronomen Tsutomu Seki vid Geisei-observatoriet. Den är uppkallad efter den japanske astronomen Masamitsu Yamasaki.
Asteroiden har en diameter på ungefär 3 kilometer och denen tillhör asteroidgruppen Flora.